# Kwartet Angloindyjski
Kwartet Angloindyjski (ang. The Raj Quartet) – cykl powieściowy brytyjskiego pisarza Paula Scotta, opublikowany w latach 1966-1974. Cykl składa się z czterech powieści, których dopełnieniem jest piąta książka, w której występują pomniejsi bohaterowie głównego cyklu. Akcja powieści rozgrywa się w Indiach pod brytyjskim panowaniem w okresie II wojny światowej i opisuje złożone relacje między Hindusami a rządzącymi nimi Brytyjczykami.
Polskie wydanie tetralogii ukazało się w 1988 r. (piąta powieść w 1992 r.) nakładem Państwowego Instytutu Wydawniczego w serii Klub Interesującej Książki.

## Utwory wchodzące w skład
- Klejnot Korony (The Jewel in the Crown 1966, wyd. pol. PIW 1988 w serii KIK, tł. Zofia Kierszys)
- Dzień skorpiona (The Day of the Scorpion 1968, wyd. pol. PIW 1988 w serii KIK, tł. Jerzy Schwakopf)
- Wieże milczenia (The Towers of Silence 1971, wyd. pol. PIW 1988 w serii KIK, tł. Krystyna Szerer)
- Podział łupów (A Division of the Spoils 1974, wyd. pol. PIW 1988 w serii KIK, tł. Krystyna Szerer)

oraz
- Ci, co pozostali (Staying On 1977, wyd. pol. PIW 1992 w serii KIK, tł. Piotr Paszkiewicz i Magda Iwińska)

## Fabuła
1942 rok. II wojna światowa w Azji Południowo-Wschodniej. Głównymi bohaterami powieści są Daphne Manners, młoda Angielka, niedawno przybyła do Indii, Hari Kumar, Hindus wykształcony w Wielkiej Brytanii oraz Ronald Merrick, brytyjski policjant.
Daphne i Hari zakochują się w sobie. Gdy spotykają się nocą w ogrodach, Hari zostaje pobity, a Daphne zgwałcona przez bandę miejscowych przestępców. Śledztwo prowadzi Ronald Merrick, miejscowy komendant policji. Kobieta nie może przyznać się do romansu z Hindusem bez wpędzenia go w poważne kłopoty. Policjant pochodzący z niższej klasy, zazdrości Kumarowi wykształcenia i obycia, toteż okrutnie się z nim obchodzi. Daphne zachodzi w ciążę, a potem umiera podczas porodu. Wydarzenia te rzutują na dalsze losy bohaterów i związanych z nimi osób.
Powieść Ci, co pozostali koncentruje się na Tuskerze i Lucy Smalleyach, krótko wspomnianych w dwóch ostatnich tomach tetralogii. Są oni ostatnią brytyjską parą, która pozostała w małym miasteczku Pankot po uzyskaniu niepodległości przez Indie. Powieść została wyróżniona nagrodą The Man Booker Prize for Fiction w 1977 r.

## Odbiór
Salman Rushdie negatywnie ocenia cykl, pisząc: „historia końca Indii Brytyjskich składa się w dużej mierze z poczynań klasy oficerskiej i ich żon. Hindusi są włóczęgami, i w większości są przedstawiani jako bohaterowie negatywni w swojej własnej historii. [...] nie ma większego znaczenia, że poszczególni, fikcyjni Brytyjczycy są traktowani niesympatycznie przez swojego autora” oraz „jeśli gwałt ma być używany jako metafora powiązań indo-brytyjskich, to z pewnością, w interesie ścisłości, powinien to być gwałt na Hindusce dokonany przez jednego lub więcej Anglików”. 
Z drugiej strony Tariq Ali napisał, że „powieści są jednym z najbardziej sugestywnych opisów ostatnich dziesięcioleci brytyjskiego kolonializmu w Indiach. Scottowi udało się przedstawić niuanse imperialistycznej strategii znacznie lepiej niż w większości traktatów politycznych, a przy okazji pomógł wyjaśnić, w jaki sposób Brytyjczykom udało się tak długo rządzić Indiami, nie stając w obliczu powszechnej rewolty. Z rzadką subtelnością i wrażliwością sportretował małżeństwo między administracją kolonialną a autochtonami”.

## Ekranizacja
W 1984 r. Granada Television wyprodukowała dla sieci ITV 14-odcinkowy serial The Jewel in the Crown. Występowali m.in.: Art Malik, Charles Dance, Peggy Ashcroft, Tim Pigott-Smith, Geraldine James, Judy Parfitt. Serial cieszył się dużym powodzeniem i zdobył liczne nagrody. W Polsce emitowano go pod tytułem Klejnot w koronie.